# Dolina Prądnika

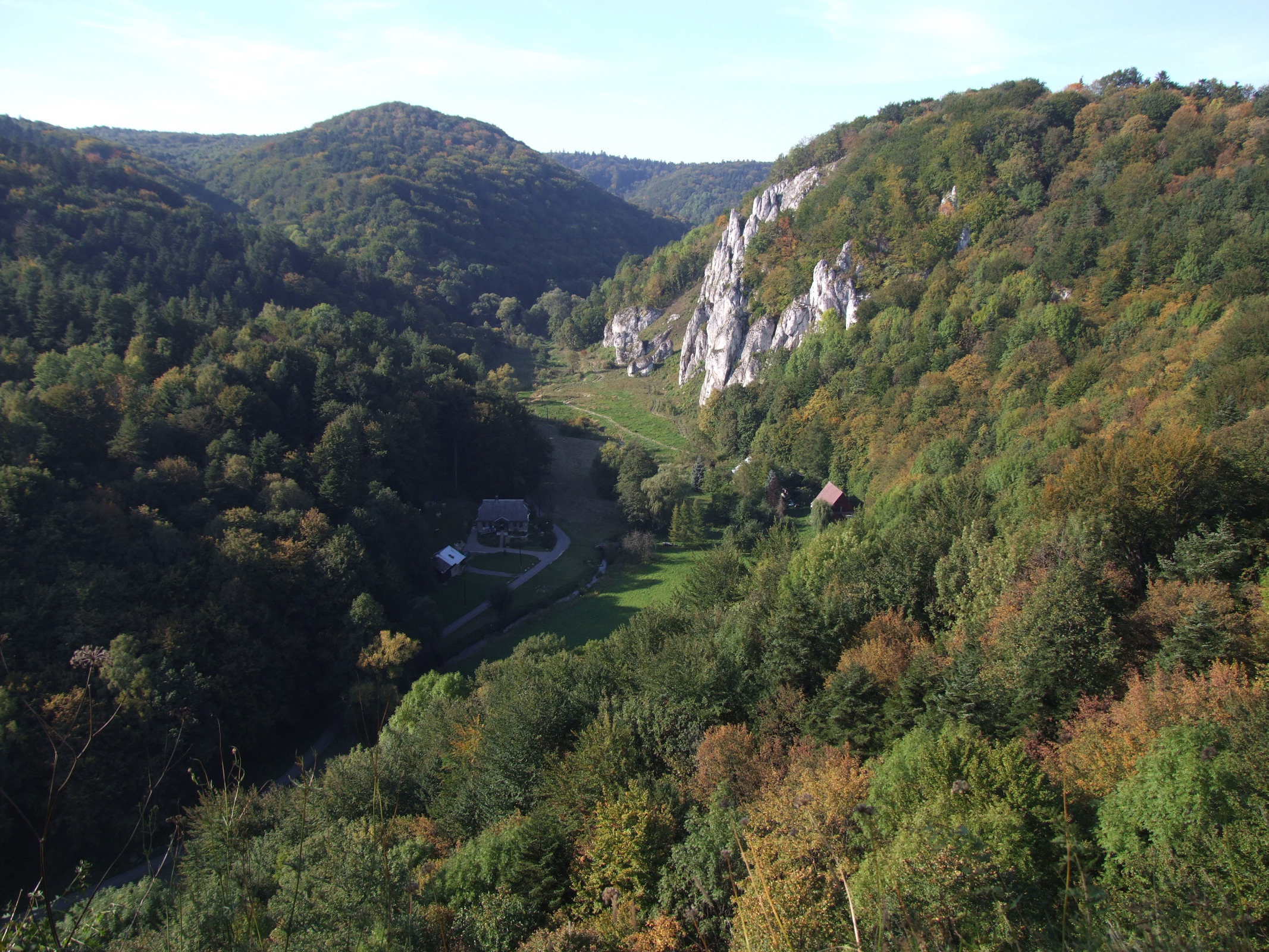
Widok z Góry Okopy

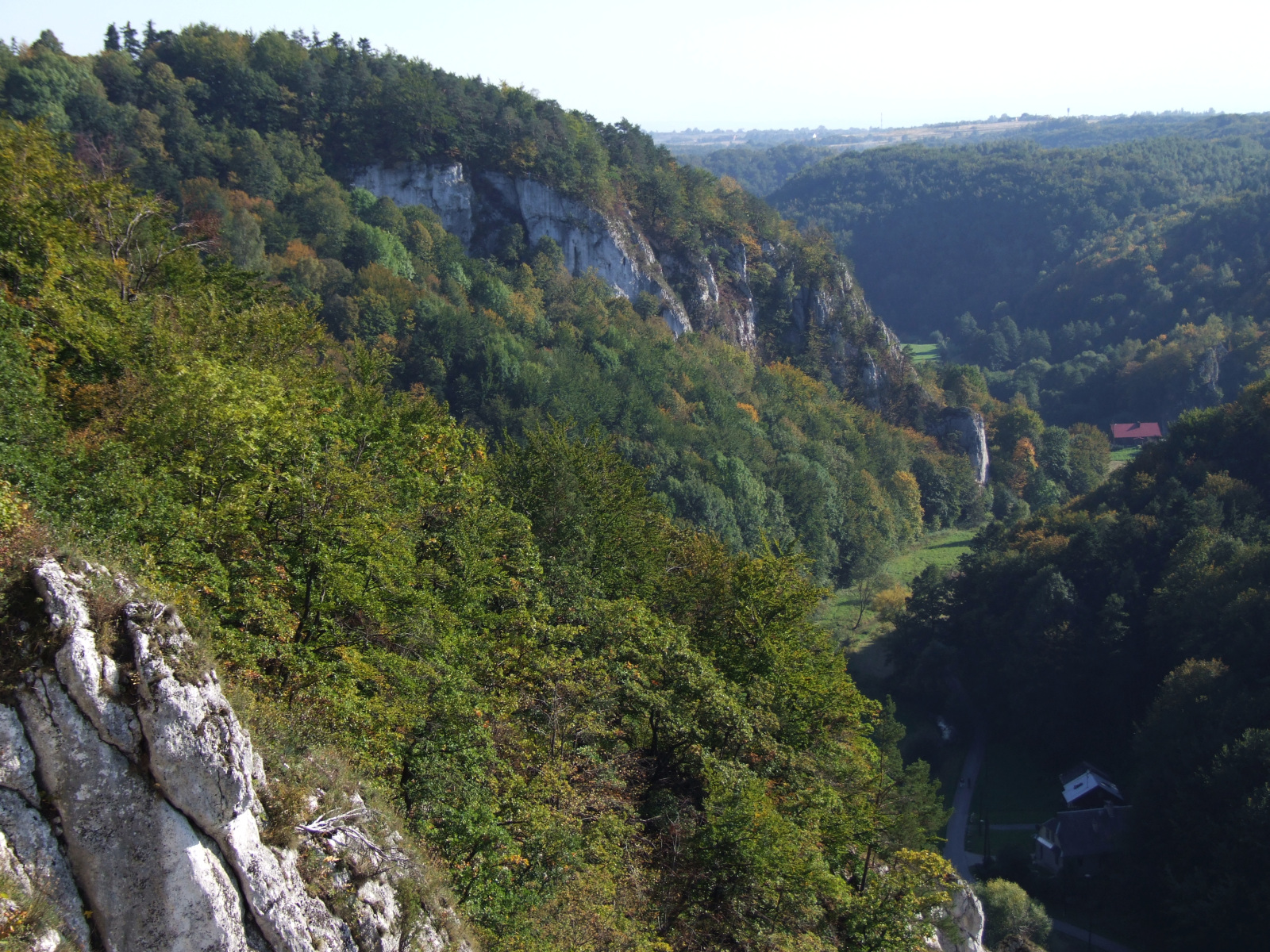
Widok z Góry Koronnej

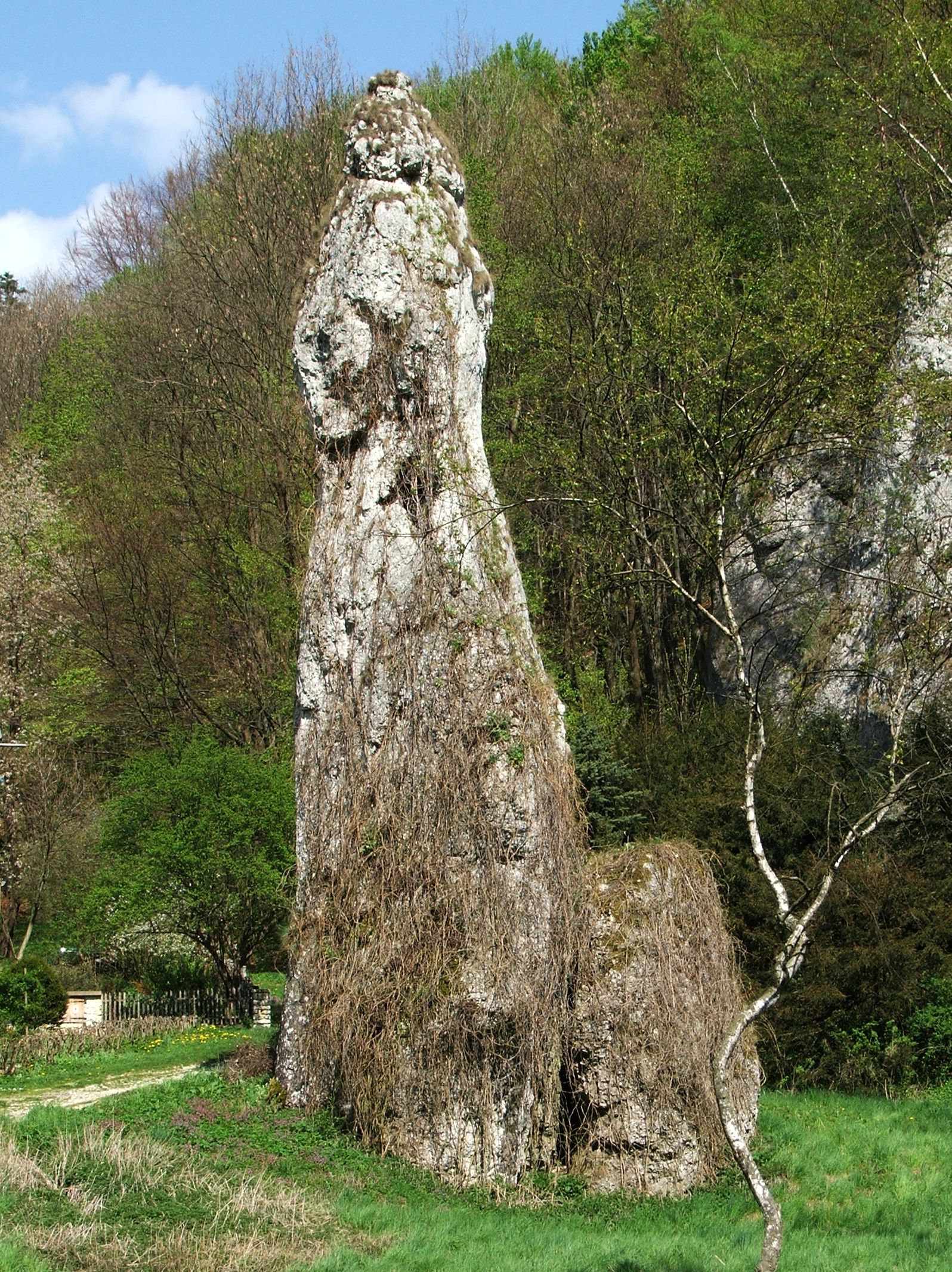
Igła Deotymy

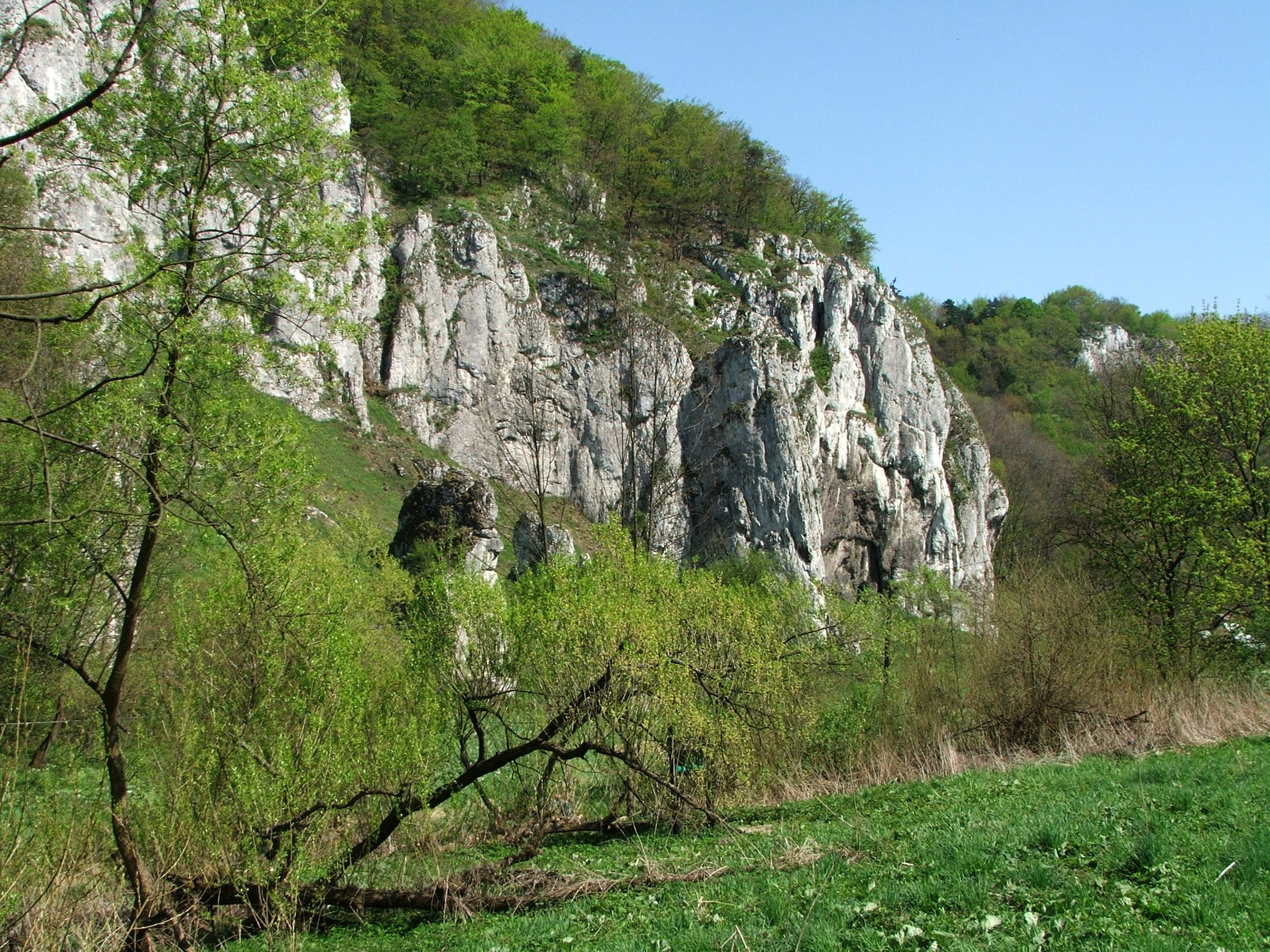
Skały Koronne

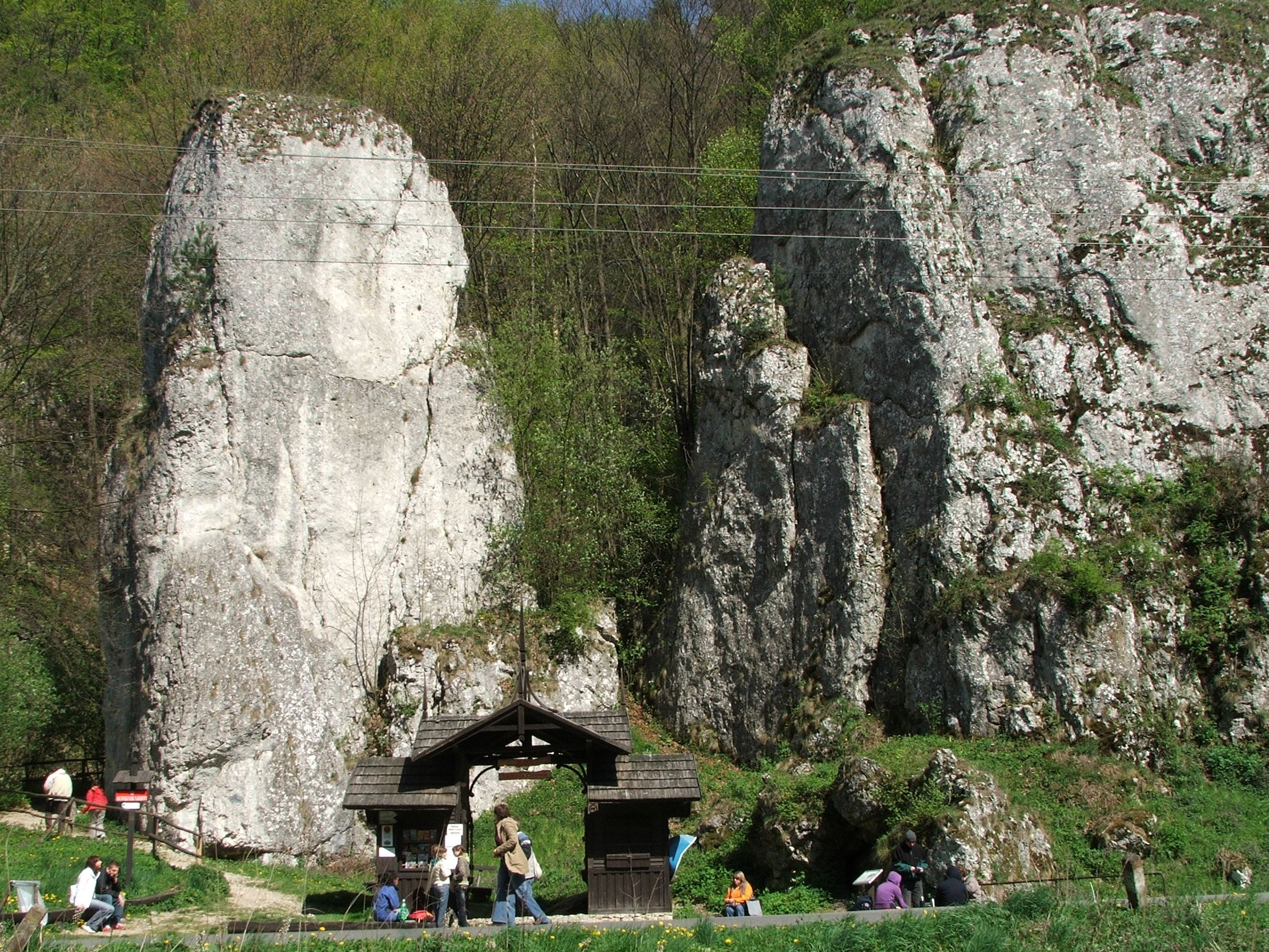
Słupek i Skała Krukowskiego

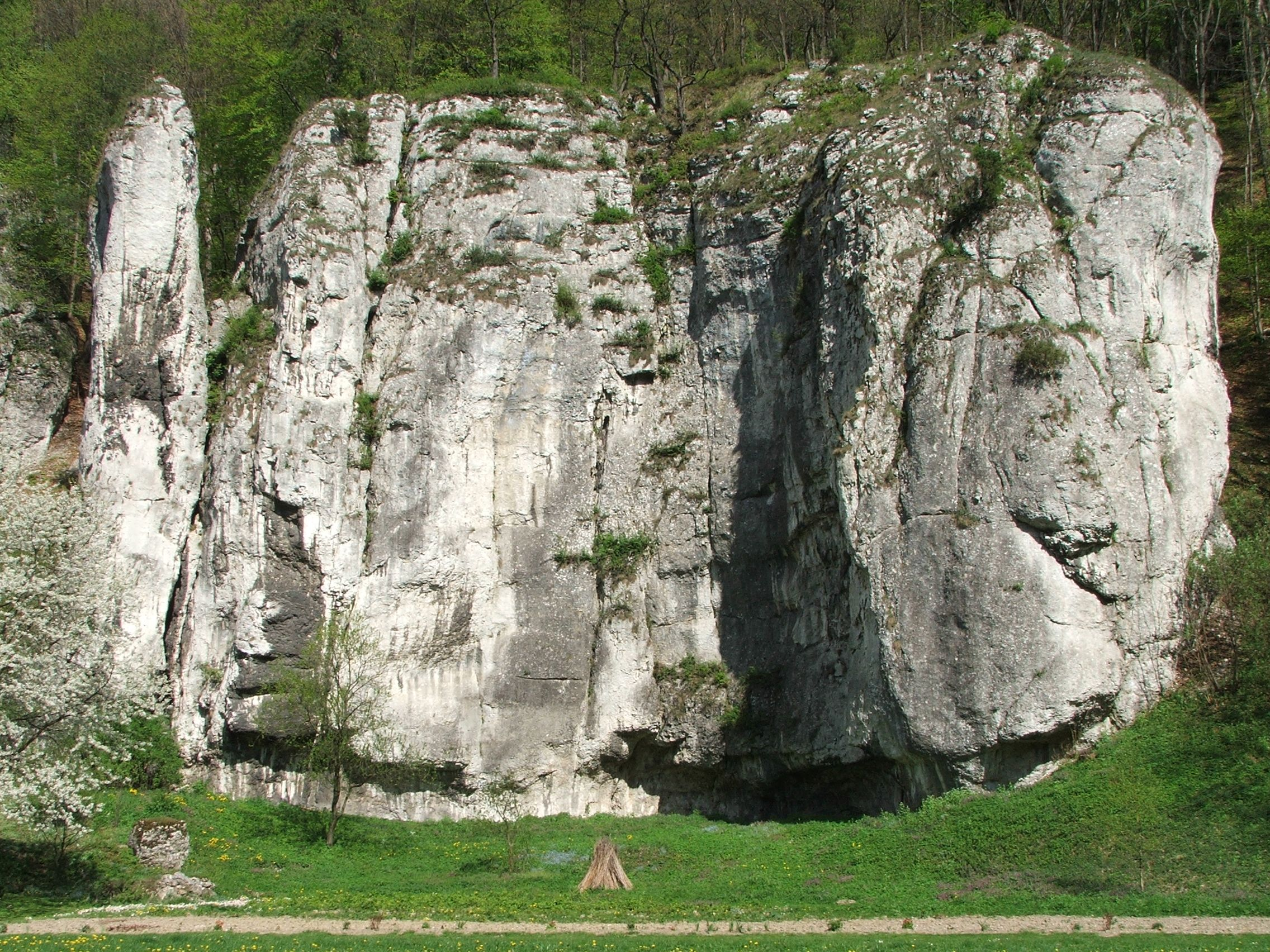

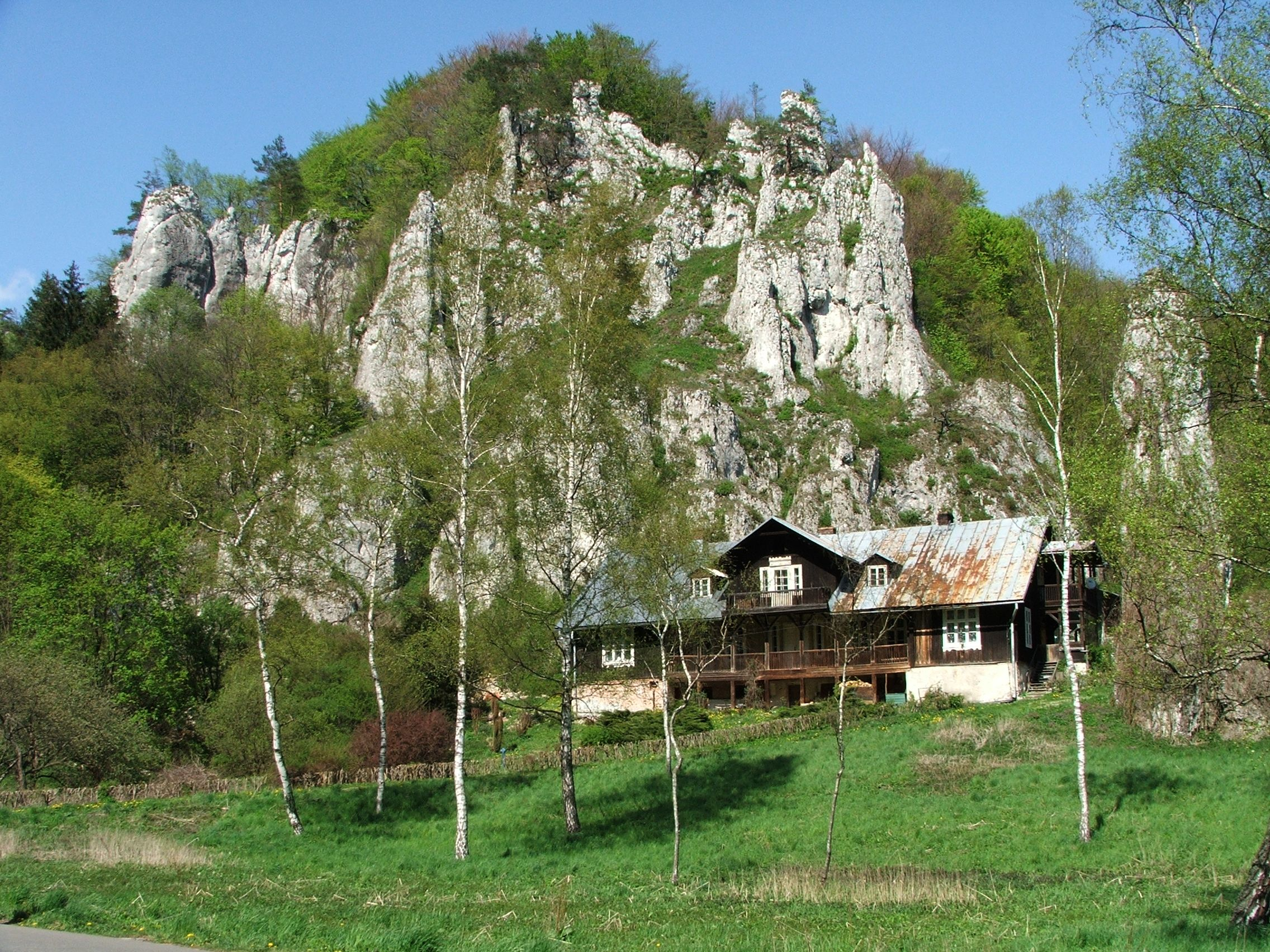
Panieńskie Skały

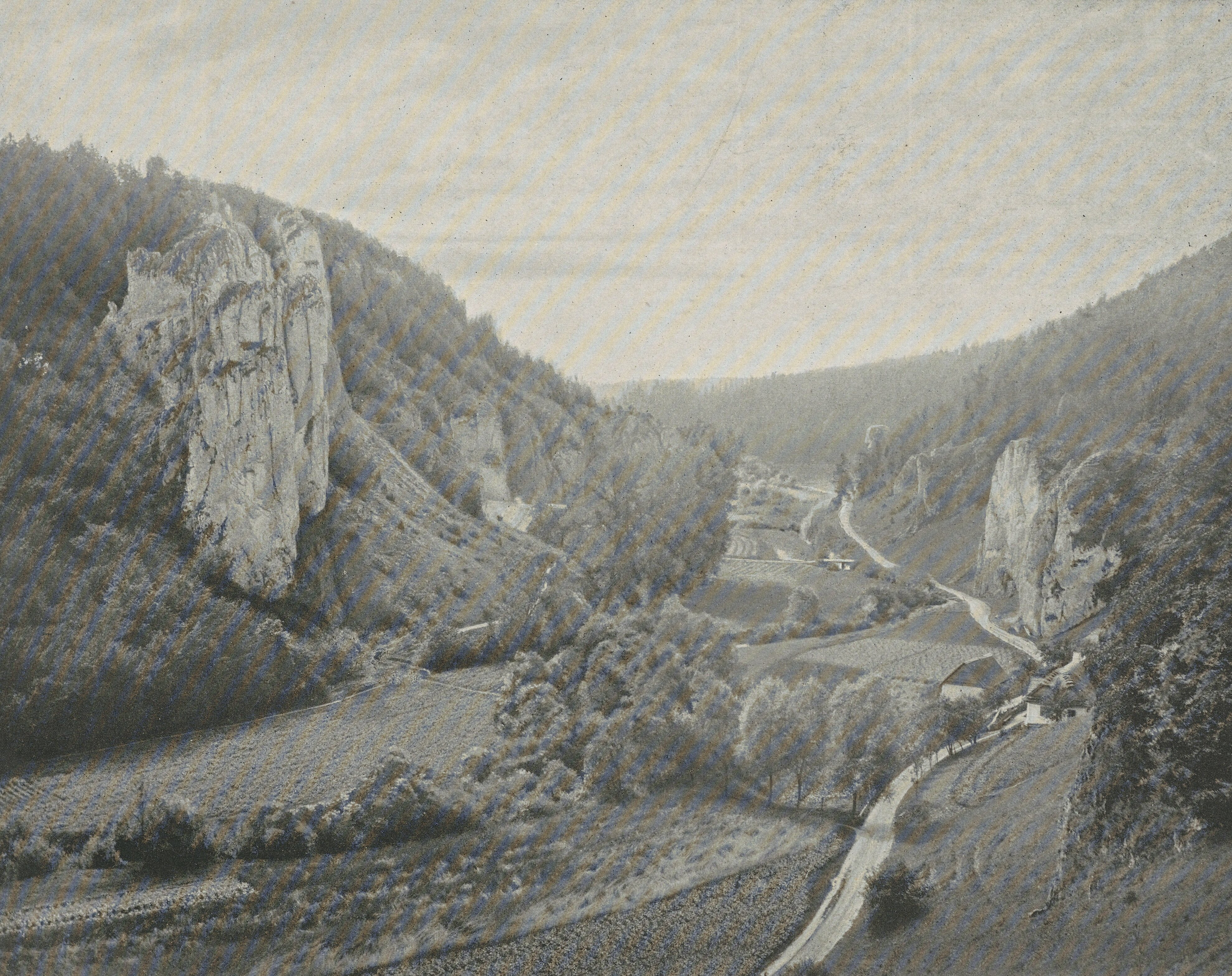
Dolina Prądnika w okolicach Ojcowa przed 1899

Dolina Prądnika – dolina rzeki Prądnik na obszarze Ojcowskiego Parku Narodowego oraz leżących na południe od niego obszarów rolniczych.

## Położenie
Położona jest w województwie małopolskim na Wyżynie Olkuskiej, będącej częścią Wyżyny Krakowsko-Częstochowskiej. Ma powierzchnię ok. 2146 ha, rozpoczyna się w okolicach Sułoszowej, gdzie znajdują się źródła Prądnika i biegnie przez całą długość Ojcowskiego Parku Narodowego. Znajduje się na terenie miejscowości: Sułoszowa, Ojców i Prądnik Korzkiewski. Jest z rzadka zabudowana.
W Krakowie wzdłuż Prądnika od ul. Górnickiego do granic miasta, celem ochrony meandrującego koryta rzeki, będącego siedliskiem chronionych gatunków zwierząt, utworzono użytek ekologiczny „Dolina Prądnika” o powierzchni ok. 14 ha.

## Budowa geologiczna i ukształtowanie powierzchni
Dolina zbudowana jest głównie z wapieni z okresu górnej jury i kredy (150 mln lat). Grubość warstw tych skał dochodzi do 200 m. W niektórych miejscach pokryte są one warstwą lessu. W wapieniach tych bardzo dobrze rozwinęły się zjawiska krasowe. Powstały liczne jaskinie (ok. 300), wąwozy i jary z wywierzyskami, bramy skalne, iglice i ostańce o fantastycznych kształtach. Wystające nad powierzchnię formy skalne zbudowane są ze skalistych wapieni o dużej twardości i zwięzłości, położonych pomiędzy bardziej miękkimi wapieniami ławicowymi. Wśród skamieniałości najczęściej występują gąbki i ramienionogi, bardzo rzadko spotyka się amonity.
Dolina powstała głównie w wyniku erozyjnego działania płynącej jej dnem wody. Na jej zboczach obserwować można terasy formujące się w różnych okresach powstawania doliny. W Pieskowej Skale znajdują się one na wysokości 12 i 40 m nad współczesnym dnem, w Ojcowie na wysokości 30–40 m oraz 80 m. To na tych właśnie terasach wznoszą się Zamek w Ojcowie i Zamek w Pieskowej Skale.
W dolinie zlokalizowano ponad 30 źródeł krasowych. Przy Prądniku zlokalizowane są liczne młyny, pochodzące z XVIII w. (św. Floriana), XIX w. (Boronia, Katarzyńskich, Natkańca, Tarnówki) i z I. poł. XX w. (Bosaka, Krzemienia, Krzystanka, Mosura, Wilka).

## Klimat
Klimat doliny różni się od klimatu pozostałej części Wyżyny Olkuskiej. Nasłonecznieniem, dużymi dobowymi zmianami temperatur, częstymi inwersjami termicznymi i wilgotnością przypomina klimat górski. Średnia roczna temperatura wynosi +7 °C, średni opad roczny 737,7 mm. Dominują wiatry zachodnie, przy czym w dnie doliny są one słabsze i wieją wzdłuż jej osi, a w bocznych dolinach jeszcze bardziej tracą na impecie. Częściej niż na sąsiednich terenach bywają okresy bezwietrzne.

## Przyroda ożywiona
Szata roślinna doliny jest bogata i urozmaicona. Oprócz fragmentów lasów cenne są zespoły wapieniolubnych roślin zielnych, występujące na skalistych zboczach.
Na zboczach parowu w Hamerni, osadzie wsi Prądnik Korzkiewski, w 1805 r. Willibald Besser odkrył po raz pierwszy występowanie brzozy ojcowskiej. W 1948 r. nieliczne okazy tego taksonu stwierdzono również w sąsiedniej osadzie Swawola.

## Historia
Wysoko położone nad dnem doliny terasy i skały stanowiły z natury doskonałe miejsce obronne. W dolinie Prądnika zachowało się kilka śladów grodzisk z wczesnego Średniowiecza. Są to: gród na Górze Okopy, Ogrojec obok Jaskini Ciemnej oraz grodziska w Sułoszowej i Grodzisku Skale. W Ojcowie i w jego okolicach znalazł schronienie Władysław Łokietek w czasie swoich walk o zjednoczenie Polski (stąd legenda o Jaskini Łokietka). Z czasów Kazimierza Wielkiego pochodzi zachowana do dziś warownia – Zamek w Pieskowej Skale i ruiny zamku w Ojcowie. Warownie te strzegły szlaku handlowego z Krakowa na Śląsk.
Od XVI w. zaczęły powstawać zabudowania w samej Dolinie Prądnika: domy, tartaki, młyny, folusze, papiernie, prochownie. Dolina stała się popularnym miejscem turystyki i rekreacji wśród krakowskiej inteligencji. Bywali w niej m.in.: Julian Ursyn Niemcewicz, Fryderyk Chopin, Jadwiga Łuszczewska (od jej pseudonimu pochodzi nazwa Igła Deotymy), Wojciech Gerson, Stanisław Staszic. Niektórzy z nich pozostawili publikacje naukowe, pamiętniki i opisy doliny. W czasie powstania styczniowego ukrywali się w niej powstańcy z oddziału Mariana Langiewicza (okresowo nawet w liczbie 2 tys.), stoczono walki w Pieskowej Skale i w Skale. Ruch oporu przeciwko okupantowi działał również w czasie II wojny światowej. Po wojnie należące do rodu Czartoryskich obszary doliny przeszły na własność Skarbu Państwa. W 1956 r. niemal cała Dolina Prądnika włączona została do utworzonego wtedy Ojcowskiego Parku Narodowego.

## Atrakcje turystyczne doliny
Jest powszechnie uznawana za najładniejszą dolinę całej Jury. Do największych jej atrakcji należą:
- Zamek w Pieskowej Skale
- Zamek w Ojcowie
- udostępniona turystycznie Jaskinia Ciemna z obozowiskiem neandertalczyków
- skały, m.in. Maczuga Herkulesa, Skały Wernyhory, Igła Deotymy, Panieńskie Skały, Rękawica, Łaskawiec, Brama Krakowska
- Muzeum Ojcowskiego Parku Narodowego
- Kaplica „Na Wodzie” św. Józefa Robotnika w Ojcowie

## Informacje turystyczne
Dolina może być zwiedzana pieszo lub na rowerze. Parkingi dla samochodów osobowych znajdują się: pod zamkiem w Ojcowie, na Złotej Górze, w Czajowicach i w Pieskowej Skale. Na Złotej Górze urządzono pole namiotowe.

## Szlaki turystyczne (ważniejsze)
– czerwony Szlak Orlich Gniazd, odcinek od Sułoszowej przez Dolinę Prądnika do Prądnika Korzkiewskiego,
 – niebieski Szlak Warowni Jurajskich, odcinek od Doliny Prądnika, przez wąwóz Ciasne Skałki do Doliny Będkowskiej